# Brian De Palma
Brian Russel De Palma (Newark (New Jersey), 11 september 1940) is een Amerikaans filmregisseur. Hij wordt gezien als een van de hoofdrolspelers in de Movie Brat-generatie (New Hollywood) van filmregisseurs, samen met anderen als Paul Schrader, Martin Scorsese, George Lucas en Steven Spielberg, Francis Ford Coppola en William Friedkin.

## Biografie
Gedurende de jaren 70 en 80 van de 20e eeuw werkte De Palma veel samen met een selecte groep mensen. Hierbij zaten acteurs zoals Jennifer Salt, Amy Irving, Nancy Allen (zijn vrouw van 1979 tot 1983) en William Finley. De Palma wordt gezien als de persoon die de carrières van acteurs als Robert De Niro, Jill Clayburgh, John C. Reilly, John Leguizamo en Margot Kidder heeft gelanceerd of bevorderd.
Zijn vroegere werk laat een links en revolutionair wereldbeeld zien. Experimenten met vertelvormen lieten zijn intentie zien om de Amerikaanse Jean-Luc Godard te worden. Ook maakte hij gebruik van een documentaireachtige stijl in zijn films, zoals gebruikelijk was in de late jaren 60, waardoor zijn fictiefilms een emotionele lading meekregen.
Zijn Hollywoodfilms waren niet erg succesvol. In de film Get to Know Your Rabbit werd door het productiebedrijf geknipt. De Palma ging terug naar het maken van onafhankelijke films. Hij experimenteerde met het moderniseren van zijn vroegere stijl. De thriller Obsession (een alternatieve emotionelere bewerking van Vertigo van Alfred Hitchcock) bleek later meer een verlengstuk van zijn experimenten om mannen- en vrouwenrollen te laten zien, dan een schaamteloze kopie.
In zijn werk zijn de thema's spanning en obsessie vaak aanwezig. Ook geslachtsidentiteit en de vernietigende natuur van de mannelijke blik ten opzichte van de vrouw is dikwijls te zien. Op technisch gebied staat hij bekend om zijn split screen, lange shots en zijn veelvuldig gebruik van slowmotion. De Palma's films zijn eerder plot- dan karaktergericht. De regisseur is ook iemand die regelmatig een dialoog tot het minimum beperkt om zo veel mogelijk visueel te kunnen vertellen. Je krijgt als toeschouwer een eenvoudig verhaal dat ingewikkeld verteld wordt. Het effect is vaak een visueel spektakel met nadrukkelijk aanwezige filmtechnieken, zoals montage, muziek, enz.
Critici beschuldigen De Palma vaak de nadruk te leggen op technische aspecten van het vertellen van een verhaal ten koste van de menselijke kant. Ook over het 'kopiëren' van bekende films zijn de critici vaak niet te spreken. Deze meningen zijn in de loop der tijd wel herzien. De Palma wordt minder vaak bestempeld als iemand die kopieert van Alfred Hitchcock, maar wordt steeds meer met regisseurs als Luis Buñuel en Jean-Luc Godard vergeleken. Zijn stijl wordt omschreven als surrealistisch, postmodernistisch en soms zelfs als absurdistisch.

## Kenmerken
Inhoudelijk:
- Terugkerende thema's zijn: voyeurisme, seks en geweld.
- Het dubbelgangermotief.
- Verwijzingen naar beroemde films: scènes uit klassieke films worden nagedaan, de personages praten over films of de namen van personen of locaties verwijzen naar namen uit andere films. Zo is de trappenscène in het station uit de film The Untouchables een verwijzing naar de trappenscène uit de film Potemkin van Sergei Eisenstein.
- Lange scènes waarin de personages weinig doen. Ze kijken naar elkaar, achtervolgen elkaar of wachten ergens op. Deze scènes bevatten bijna geen dialogen en worden nadrukkelijk ondersteund door muziek. In deze scènes vindt een spanningsopbouw plaats, gevolgd door een korte scène met daarin een uitbarsting van snelle actie. Voorbeeld hiervan is de beroemde museumscène uit Dressed to Kill, die gevolgd wordt door een snelle vrijpartij in de taxi.

Visueel:
- Split screen.
- Slowmotion.
- Shots van een televisiescherm waarop een programma te zien is. Dit programma vertelt iets over het verhaal van de film.
- Langzame, glijdende camerabewegingen gemaakt met een jib of een kraan.
- Long takes. Voorbeeld hiervan is de achtervolging uit Carlito's Way, deze is volledig in 1 shot opgenomen.

## Trivia
- Hij regisseerde de videoclip Dancing in the Dark van Bruce Springsteen.
- Het wordt algemeen aangenomen dat De Palma de begintekst schreef die te zien is in A New Hope uit de Star Warssaga.
- De Palma weigert antwoord te geven op de vraag of Al Pacino in Scarface echt cocaïne snuift.

## Filmografie
- 1968 Murder à la Mod
- 1968 Greetings
- 1969 The Wedding Party
- 1970 Dionysus in '69
- 1970 Hi, Mom!
- 1972 Get to Know Your Rabbit
- 1973 Sisters
- 1974 Phantom of the Paradise
- 1976 Obsession
- 1976 Carrie
- 1978 The Fury
- 1980 Home Movies
- 1980 Dressed to Kill
- 1981 Blow Out
- 1983 Scarface
- 1984 Body Double
- 1986 Wise Guys
- 1987 The Untouchables
- 1989 Casualties of War
- 1990 The Bonfire of the Vanities
- 1992 Raising Cain
- 1993 Carlito's Way
- 1996 Mission: Impossible
- 1998 Snake Eyes
- 2000 Mission to Mars
- 2002 Femme Fatale
- 2006 The Black Dahlia
- 2007 Redacted
- 2012 Passion
- 2019 Domino